# Idaea hesuata
Idaea hesuata là một loài bướm đêm trong họ Geometridae.